# Lorenzo Caleppi
Lorenzo Caleppi (Cervia, Ravena, 29 de abril de 1741 — Rio de Janeiro, 10 de janeiro de 1817) foi um diplomata da Santa Sé, arcebispo e cardeal. Foi núncio apostólico em Portugal durante a Guerra Peninsular, tendo partido clandestinamente para o Rio de Janeiro, onde se juntou à corte portuguesa ali refugiada.

## Biografia
Lorenzo Caleppi nasceu de família patrícia de Cervia, filho do Conde Nicola Caleppi e Luciana Salducci. Estudou na Escola Jesuíta de Nobres, Ravena (humanidades) e na Universidade de Cesena, onde obteve um doutorado in utroque iure, em 3 de janeiro de 1767. Foi vigário e comissário geral da seção Ferrarese da arquidiocese de Ravena, 1766-1767. Foi para Roma sob a proteção de Giuseppe Garampi, futuro cardeal.
Ordenado ao sacerdócio em 1º de maio de 1772, em Roma, pelo arcebispo Giuseppe Garampi, núncio na Polônia. Entrou na Cúria Romana como auditor do Núncio Garampi na Polônia, 1772-1775; mais tarde na Áustria, 1776-1780; ele foi encarregado de fazer o discurso fúnebre da Imperatriz Maria Teresa em 1780; encarregado de negócios da Santa Sé em 1782, enquanto o núncio acompanhou o Papa Pio VI em seu retorno de Viena a Roma. Nomeado ablegato pontifício pela elevação do Núncio Garampi ao Sagrado Colégio dos Cardeais em 14 de fevereiro de 1785. Prior da Collegiata de S. Maria na Via Lata, Roma, 1785. Encarregado de várias missões diplomáticas, notadamente em Nápoles de 1786 a 1788. No outono de 1792, Pio VI o nomeou diretor da recepção dos frades franciscanos que tiveram que migrar da França para Roma.
Nomeado prelado doméstico de Sua Santidade, 21 de fevereiro de 1794. Referendário do Tribunal da Assinatura Apostólica, 13 de março de 1794. Secretário da Congregação Particolare para os assuntos da Polônia, 1795. Enviado em maio de 1796 a Florença em uma missão diplomática para negociar com o Diretório. Nomeado plenipotenciário, ao lado do Cardeal Alessandro Mattei, para as negociações do desastroso Tratado de Tolentino, 22 de fevereiro de 1797. Clérigo da Câmara Apostólica, antes de 6 de maio de 1797. Ele buscou refúgio em Nápoles e depois na Sicília durante a ocupação francesa de Roma; depois, foi para Veneza para o conclave. Após a restauração do governo papal, o Papa Pio VII o nomeou para a congregação particolare para a recuperação das propriedades confiscadas durante a ocupação francesa de Roma, 9 de julho de 1800. Foi um dos membros fundadores da "Accademia della Religione Cattolica".
Eleito arcebispo titular de Nísibis, 23 de fevereiro de 1801. Consagrado no domingo, 15 de novembro de 1801, na catedral de Frascati, pelo cardeal Henry Benedict Mary Stuart, duque de York, bispo de Frascati, assistido por Angelo Cesarini, bispo titular de Milevi, e por Bonaventura Gazola, bispo de Cervia. Assistente no Trono Pontifício, 19 de novembro de 1801. Nomeado núncio em Portugal, 23 de dezembro de 1801; ele deixou Roma para Portugal em 26 de abril de 1802, com Vincenzo Macchi, futuro cardeal, como auditor; chegou a Lisboa em 22 de maio de 1802 e apresentou suas credenciais em 27 de junho.
Antes da invasão de Portugal pelo exército francês, o arcebispo estava disposto a partir para o Brasil com a família real de Bragança, mas não conseguiu; foi impedido por Jean-Andoche Junot de partir para o Rio de Janeiro e só conseguiu escapar com a ajuda inglesa, partindo da Inglaterra em 10 de julho de 1808. Por sua disposição em seguir a família real, recebeu elogios do pontífice e grã-cruz da Ordem da Terra e Espada, do príncipe regente D. João. Monsenhor Macchi permaneceu em Lisboa. O núncio desembarcou na capital brasileira em 8 de setembro de 1808. Arcebispo Caleppi precisou enfrentar vários problemas na nova sede da Coroa Portuguesa: as relações entre as autoridades eclesiásticas brasileiras e a Cúria Romana; a situação moral e religiosa do clero; a infiltração de ideias nocivas; desentendimentos com o próprio governo. Todas suas dificuldades eram maiores pela impossibilidade de comunicação com o papa.
Caleppi foi criado cardeal-presbítero no consistório de 8 de março de 1816; nunca recebeu o chapéu vermelho e o título. Quando promovido, estava no Brasil e por isso, algumas fontes dizem que ele deveria ser considerado o primeiro cardeal do Novo Mundo. Após sua elevação, Pio VII uniu-o em 29 de abril de 1816 às congregações da Propaganda dos Ritos, do Índice e da Fábrica de São Pedro; mas essas nomeações permanecem sem efeito.

Lorenzo Caleppi faleceu dez meses depois, em 10 de janeiro de 1817, na capital brasileira. Exposto e sepultado na igreja franciscana de Santo António, Rio de Janeiro, conforme seu testamento. Foi o primeiro cardeal da Igreja Romana a morrer em solo americano.